# Neoregelia azevedoi
Espèce
Classification phylogénétique
Statut de conservation UICN

 EN B1ab(iii) : En danger
Neoregelia azevedoi est une espèce de plantes de la famille des Bromeliaceae, endémique de la forêt atlantique (mata atlântica en portugais) au Brésil.

## Neoregelia azevedoiet l'Homme

### Menaces
Neoregelia azevedoi est, depuis 2013, considérée comme « en danger » par l'Union internationale pour la conservation de la nature (UICN).